# TAIZO〜戦場カメラマン・一ノ瀬泰造の真実〜
『TAIZO〜戦場カメラマン・一ノ瀬泰造の真実〜』（タイゾー せんじょうカメラマン・いちのせたいぞうのしんじつ）は、2003年公開の日本のドキュメンタリー映画。報道写真家・一ノ瀬泰造の生涯を追ったドキュメンタリーである。
第1回バーレーン国際人権映画祭最優秀ドキュメンタリー監督賞受賞。

## 声の出演
- 一ノ瀬泰造：坂口憲二
- 一ノ瀬清二：川津祐介
- 英語ナレーション：パトリック・ハーラン
- ナレーション：中島多圭子

## スタッフ
- 製作：チーム・オクヤマ
- プロデューサー奥山和由
- スーパーバイザー：七海秀之
- 企画協力：一ノ瀬清二、一ノ瀬信子
- 音楽：深町純
- 主題歌：森山良子
- 音楽プロデューサー:佐藤輝夫
- 撮影、監督：中島多圭子
- 編集：山田宏司